# Фріпорт (Техас)
Фріпорт (англ. Freeport) — місто (англ. city) в США, в окрузі Бразорія штату Техас. Населення — 10 696 осіб (2020).

## Географія
Фріпорт розташований за координатами 28°56′27″ пн. ш. 95°21′27″ зх. д. / 28.94083° пн. ш. 95.35750° зх. д. (28.940934, -95.357392).  За даними Бюро перепису населення США в 2010 році місто мало площу 44,19 км², з яких 38,73 км² — суходіл та 5,46 км² — водойми.

## Демографія
Згідно з переписом 2010 року, у місті мешкало 12 049 осіб у 3827 домогосподарствах у складі 2896 родин. Густота населення становила 273 особи/км².  Було 4668 помешкань (106/км²).
Расовий склад населення:
| - 65,0 % — білих - 12,2 % — чорних або афроамериканців - 0,8 % — корінних американців - 0,5 % — азіатів - 17,1 % — осіб інших рас |

До двох чи більше рас належало 4,4 %. Частка іспаномовних становила 59,9 % від усіх жителів.
За віковим діапазоном населення розподілялося таким чином: 34,1 % — особи молодші 18 років, 57,8 % — особи у віці 18—64 років, 8,1 % — особи у віці 65 років та старші. Медіана віку мешканця становила 28,8 року. На 100 осіб жіночої статі у місті припадало 100,3 чоловіків;  на 100 жінок у віці від 18 років та старших — 97,7 чоловіків також старших 18 років.
Середній дохід на одне домашнє господарство  становив 51 575 доларів США (медіана — 32 060), а середній дохід на одну сім'ю — 62 001 долар (медіана — 44 620). Медіана доходів становила 47 428 доларів для чоловіків та 25 874 долари для жінок. За межею бідності перебувало 26,5 % осіб, у тому числі 37,1 % дітей у віці до 18 років та 17,3 % осіб у віці 65 років та старших.
Цивільне працевлаштоване населення становило 4839 осіб. Основні галузі зайнятості: будівництво — 22,7 %, освіта, охорона здоров'я та соціальна допомога — 15,5 %, виробництво — 14,7 %.